# 云南灯心草
云南灯心草（学名：Juncus yunnanensis）是灯心草科灯心草属的植物。分布于中国大陆的云南等地，生长于海拔2,200米的地区，多生在山地上，目前尚未由人工引种栽培。
其种加词 yunnanensis 意为“云南的”。
现接受名为葱状灯芯草（Juncus allioides Franch., 1887）。